# Sílvio Malvezi
Sílvio Malvezi (San Paolo, 17 marzo 1960) è un ex cestista brasiliano.

## Carriera
Con il Brasile ha disputato i Giochi olimpici di Los Angeles 1984, i Campionati mondiali del 1986 e i Campionati americani del 1984.